# Insígnia de la Lluita Antipartisana
La Insígnia de la Lluita Anti-Partisana (alemany: Bandenkampfabzeichen) era una insígnia de guerra alemanya, creada el 30 de gener de 1944 pel Reichsführer-SS Heinrich Himmler per atorgar als soldats del Heer i de les Waffen-SS durant la Segona Guerra Mundial.
Era atorgada en 3 classes: Or, Plata i Bronze, sent la classe Or la superior.
Per a la seva concessió calia:
- Bronze

- Participar durant 20 dies de lluita anti-partisana, o
- Volar en 30 sortides de lluita anti-partisana.

- Plata

- Participar durant 50 dies de lluita anti-partisana, o
- Volar en 100 sortides de lluita anti-partisana.

- Or

- Participar durant 100 dies de lluita anti-partisana, o
- Volar en 150 sortides de lluita anti-partisana.

Davant l'increment ferotge de la lluita darrera les línies contra els partisans a Iugoslàvia, Rússia, Grècia, Polònia, el nord d'Itàlia i Albània, Himmler insistí en la creació d'una nova distinció per recompensar a aquells que haguessin participat en accions contra els partisans enemics (Hitler insistí a referir-se a ell com a "bandits".)
Estava oberta a tots els membres de la Wehrmacht, si bé estava dirigida a les Waffen SS.
Com que havia estat creada sota els auspicis de Himmler, i ell era el responsable de les operacions anti-partisanes, les citacions eren fetes en nom seu (mentre que la de la resta de condecoracions estava feta en nom de Hitler). Es lluïa a la butxaca esquerra de l'uniforme.
Es va crear de manera retroactiva a l'1 de gener de 1943.
Podia ser atorgada a títol pòstum.
Si bé els terminis de qualificació eren alts (fent-la més difícil d'aconseguir que altres condecoracions similars), un considerable nombre de membres de la Policia i de les SS van ser elegibles per a la seva concessió, donat el llarg temps que portaven dedicats a aquesta tasca (per exemple, a finals de febrer de 1944, el SS-Obersturmbannführer Orkar Dirlewanger presentà 200 sol·licituds per la insígnia en bronze, 30 en plata i 20 en or pels 600 soldats del seu batalló anti-guerrillers)
Les primeres condecoracions en or no es concediren fins al 20 de febrer de 1945. Himmler concedí personalment les primeres, les quals tenien un acabat especial, car la fulla de l'espasa apareixia en un color bronze canó que feia contrast. Van ser atorgades a 4 membres de les Waffen-SS, que lluitaven a l'Adriàtic.
Si bé pels membres de la Waffen-SS i de la policia era una gran recompensa que lluïen en precedència a altres distincions de guerra, per als seus col·legues de la Wehrmacht era un recordatori de les atrocitats que s'estaven comenten, i no existeixen gaires fotografies en què apareguin lluint-la.
Es va produir una variant en plata daurada amb diamants, per ser atorgada com a concessió personal de Himmler per aquells que guanyessin la Creu de Cavaller de la Creu de Ferro amb Fulles de Roure mentre lluitessin amb els partisans, però no hi ha evidències de què s'atorgués mai.
El 1957 es produí una versió desnazificada en la que desapareixien l'esvàstica del puny de l'espasa i la calavera de la base.

## Disseny
Una corona oval de fulles de roure amb una calavera i ossos travessats a la seva base. Al centre hi ha una hidra (la serp de nombrosos caps de la mitologia grega, en representació dels partisans), sobre la qual hi ha clavada una espasa amb una esvàstica com a roda solar al puny.
L'absència de l'àliga usual de la Wehrmacht en benefici de la calavera indica i emfatitza l'origen en la SS i no pas en la Wehrmacht d'aquesta distinció.